# César Moro

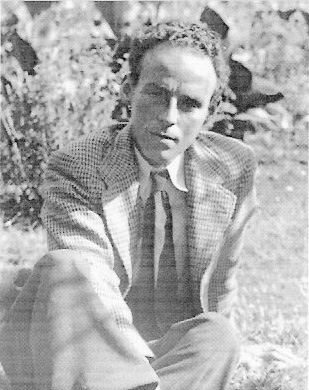
César Moro

César Moro (eigentl.: Alfredo Quispez Asin; * 19. August 1903 in Lima; † 10. Januar 1956 ebenda) war ein peruanischer surrealistischer Maler und Lyriker.
Moro bildete sich autodidaktisch als Maler aus und signierte 1921 sein erstes Gemälde mit „César Moro“ nach einer Romanfigur von Ramón Gómez de la Serna. 1925 ging er nach Paris, wo er auf die Gruppe der Surrealisten um André Breton traf. Er begann eine Ballettausbildung und betätigte sich als Maler und Dichter. Seine ersten Gemäldeausstellungen fanden 1926 und 1927 statt. Von 1928 bis zu seiner Rückkehr nach Lima schrieb er überwiegend Gedichte in französischer Sprache und veröffentlichte den Gedichtband Ces poèmes.
Mit Emilio Adolfo Westphalen organisierte Moro 1935 an der Academia Alcedo in Lima die erste Surrealismusausstellung Lateinamerikas („La primera exposición surrealista en América Latina“), an der sich u. a. Jaime Dvor, Waldo Parraguez, Gabriela Rivadeneira, Carlos Sotomayor und Maria Valencia beteiligten.
1938 verließ er Peru aus politischen Gründen und ging nach Mexiko, wo er mit Xavier Villaurrutia an der Zeitschrift El hijo prodigo arbeitete. 1940 organisierte er mit Wolfgang Paalen und André Breton die Vierte Internationale Surrealismusausstellung an der Galería de Arte Mexicano mit Werken u. a. von Pablo Picasso, Agustín Lazo Adalid und Salvador Dalí. 1948 kehrte er nach Lima zurück, wo er bis zu seinem Tode zurückgezogen lebte. Sein Nachlass wurde von seinem Freund, dem französischen Dichter André Coyné, betreut.

## Werke
- Obra poética completa, edición crítica. Herausgegeben von André Coyné, Daniel Lefort und Julio Ortega. Centre de Recherches Latino-Américaines – Archivos (CRLA-Archivos), Poitiers 2015, ISBN 978-2-910050-48-1.
- Amour à mort et autres poèmes. Ausgewählt und herausgegeben von André Coyné. Éditions La Difference, Paris 1990, 2-7291-0510-7.